# Dolatettix borneensis
Dolatettix borneensis är en insektsart som beskrevs av Günther, K. 1935. Dolatettix borneensis ingår i släktet Dolatettix och familjen torngräshoppor. Inga underarter finns listade i Catalogue of Life.